# Rouvignies
Rouvignies est une commune française, située dans le département du Nord en région Hauts-de-France.

## Géographie
Située à 5 km au sud-ouest de Valenciennes, 18 km de Douai, env. 30 km de Lille Sur les Routes nationales 30 - RD 630 -, RN 45 - RD 645 - et traversée par l'autoroute A2 (sorties: ZI aérodrome-ouest ; La Sentinelle). Limitrophe de l'aérodrome de Valenciennes-ouest. Affiliée au bureau de poste de Denain (CP 59220).

### Communes limitrophes
|                        | Hérin      |        |
| Wavrechain-sous-Denain | Rouvignies | Prouvy |
|                        | Haulchin   |        |

### Hydrographie

#### Réseau hydrographique
La commune est située dans le bassin Artois-Picardie. Elle est drainée par l'Escaut canalisée et un autre petit cours d'eau,.
L'Escaut est un fleuve européen de 355 km de long, qui traverse trois pays (France, Belgique et Pays-Bas), avant de se jeter en mer du Nord. La partie canalisée en France relie Cambrai à , après avoir traversé 34 communes. 

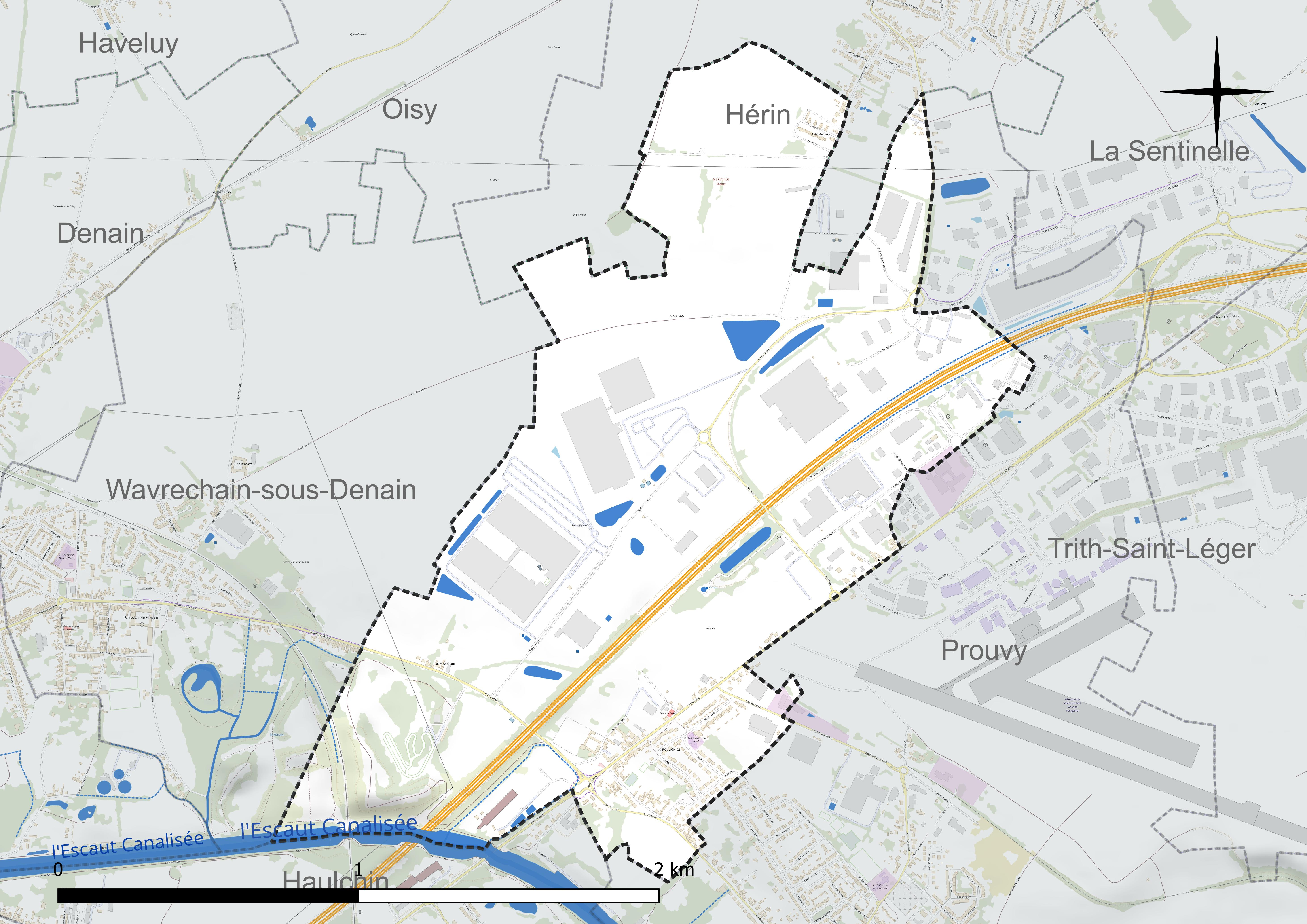
Réseau hydrographique de Rouvignies.

#### Gestion et qualité des eaux
Le territoire communal est couvert par le schéma d'aménagement et de gestion des eaux (SAGE) « Escaut ». Ce document de planification concerne un territoire de 2 005 km2 de superficie, délimité par le bassin versant de l'Escaut. Le périmètre a été arrêté le 9 juin 2006 et le SAGE proprement dit a été approuvé le 13 juillet 2021. La structure porteuse de l'élaboration et de la mise en œuvre est le syndicat mixte Escaut et Affluents (SyMEA). 
La qualité des cours d'eau peut être consultée sur un site dédié géré par les agences de l'eau et l'Agence française pour la biodiversité. 

### Climat
Pour des articles plus généraux, voir Climat des Hauts-de-France et Climat du Nord.
En 2010, le climat de la commune est de type climat océanique dégradé des plaines du Centre et du Nord, selon une étude du CNRS s'appuyant sur une série de données couvrant la période 1971-2000. En 2020, Météo-France publie une typologie des climats de la France métropolitaine dans laquelle la commune est dans une zone de transition entre le climat océanique et le climat océanique altéré et est dans la région climatique  Nord-est du bassin Parisien, caractérisée par un ensoleillement médiocre, une pluviométrie moyenne régulièrement répartie au cours de l'année et un hiver froid (3 °C). 
Pour la période 1971-2000, la température annuelle moyenne est de 10,5 °C, avec une amplitude thermique annuelle de 14,9 °C. Le cumul annuel moyen de précipitations est de 711 mm, avec 12 jours de précipitations en janvier et 9,3 jours en juillet. Pour la période 1991-2020, la température moyenne annuelle observée sur la station météorologique la plus proche, située sur la commune de Valenciennes à 7 km à vol d'oiseau, est de 11,0 °C et le cumul annuel moyen de précipitations est de 694,1 mm,. Pour l'avenir, les paramètres climatiques de la commune estimés pour 2050 selon différents scénarios d'émission de gaz à effet de serre sont consultables sur un site dédié publié par Météo-France en novembre 2022.

## Urbanisme

### Typologie
Au 1er janvier 2024, Rouvignies est catégorisée ceinture urbaine, selon la nouvelle grille communale de densité à sept niveaux définie par l'Insee en 2022.
Elle appartient à l'unité urbaine de Valenciennes (partie française), une agglomération internationale regroupant 56  communes, dont elle est une commune de la banlieue,,. Par ailleurs la commune fait partie de l'aire d'attraction de Valenciennes (partie française), dont elle est une commune de la couronne,. Cette aire, qui regroupe 102 communes, est catégorisée dans les aires de 200 000 à moins de 700 000 habitants,.

### Occupation des sols
L'occupation des sols de la commune, telle qu'elle ressort de la base de données européenne d'occupation biophysique des sols Corine Land Cover (CLC), est marquée par l'importance des territoires artificialisés (53,5 % en 2018), en augmentation par rapport à 1990 (27,1 %). La répartition détaillée en 2018 est la suivante : 
zones industrielles ou commerciales et réseaux de communication (44,2 %), terres arables (25,6 %), prairies (12,7 %), zones urbanisées (9,3 %), milieux à végétation arbustive et/ou herbacée (8,3 %). L'évolution de l'occupation des sols de la commune et de ses infrastructures peut être observée sur les différentes représentations cartographiques du territoire : la carte de Cassini (XVIIIe siècle), la carte d'état-major (1820-1866) et les cartes ou photos aériennes de l'IGN pour la période actuelle (1950 à aujourd'hui).

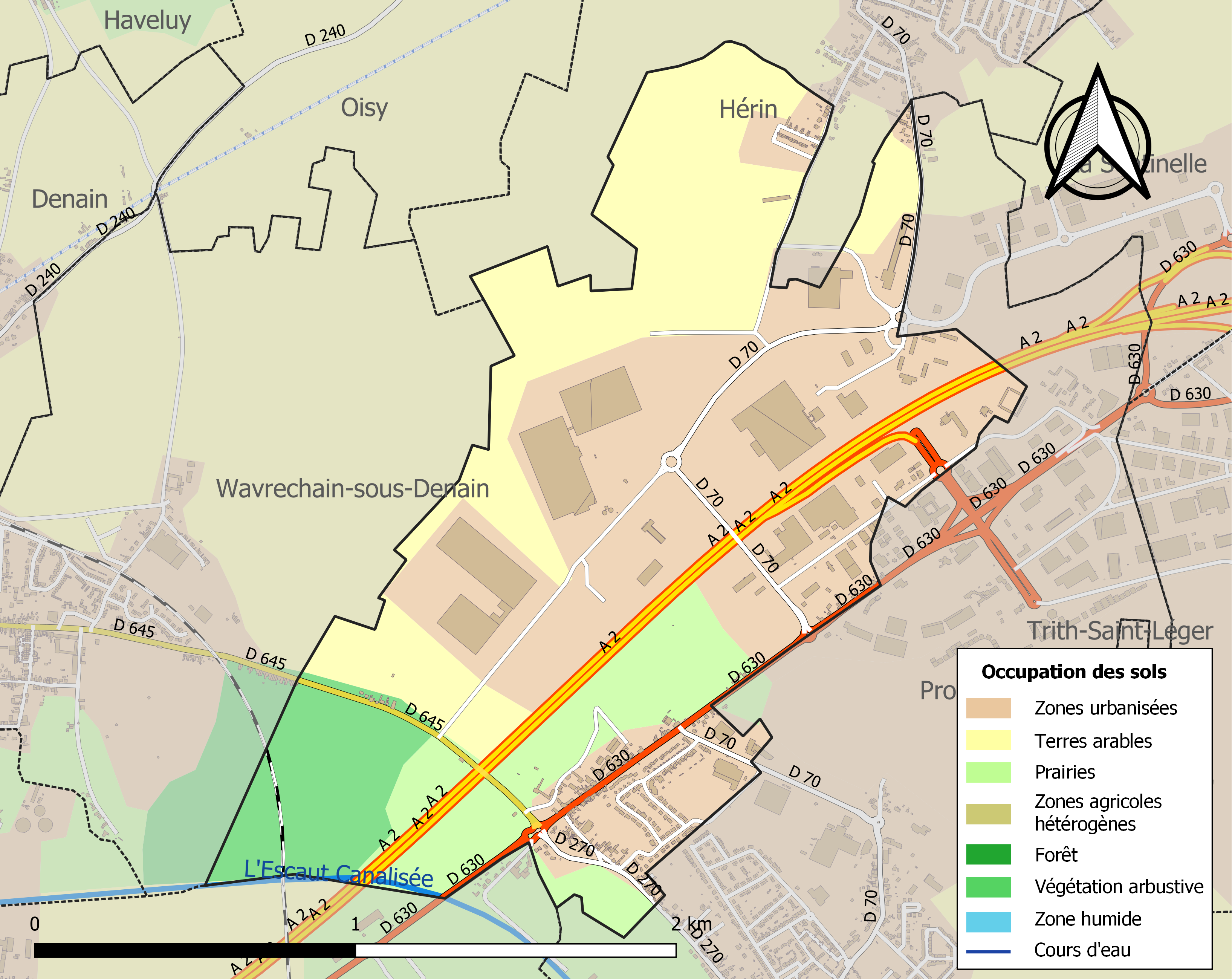
Carte des infrastructures et de l'occupation des sols de la commune en 2018 (CLC).

### Voies de communications et transports
La commune est desservie par les lignes 30, 102 et A du réseau Transvilles.

## Histoire
En suivant la rive gauche de l'Escaut, non loin du village d'Haulchin, on rencontre la grande route de Cambrai à Valenciennes un village du nom de Rouvignies dont voici l'histoire :
Origine 
C'est dans un cartulaire de l'abbaye VICOGNE, remontant au commandement du XIIIe siècle (1238) que nous avons rencontré pour la 1re fois le nom de : ROVEGNI
Gérard de Rovegni y est-il dit, fut témoin à cette date de 1238 d'une donation faite en faveur de l'abbaye de Vicogne, jusqu'au moment de la Révolution française, Rouvignies a toujours dépendu comme le hameau de Cantain avec lequel il se trouve aujourd'hui confondu au village de Prouvy et ce n'est qu'en 1789 que Rouvignies fut érigé en commune
ROVEGNI, ROVIGNI, ROUVIGNIES est au nom de l'étymologiste Monnier qui s'est occupé des villages du Nord de la France vient du roman "Rouvre Chênes" pour désigner un lien planté de cette espèce d'arbres.
À la page 34 de son livre étymologie M. Monnier nous dit que les préfixes "Roge, Roc, Rou" viennent du vieil allemand Rooyen qui veut dire déchirer la terre. Il faut entendre par là, un lieu mis en culture.
Par suite Rouvignies tirerait son origine propre à la vigne.
Rouvignies " Terre à vignes "
Rouvignies au point de vue seigneurial
Le territoire comprend les deux fiefs de Cantain et Rouvignies-les Cantain. Le 1er tenant de la seigneurie de Haveluy, le 2d celui de Rouvignies tenant de la seigneurie de Prouvy ayant pour seigneur : duc d'Arenberg et d'Aerschot

## Héraldique
| Blason de Rouvignies | Blason  | De sinople à trois roues d'or.                   |
| Blason de Rouvignies | Détails | Le statut officiel du blason reste à déterminer. |

## Politique et administration

### Instances judiciaires et administratives
La commune relève du tribunal d'instance de Valenciennes, du tribunal de grande instance de Valenciennes, de la cour d'appel de Douai, du tribunal pour enfants de Valenciennes, du conseil de prud'hommes de Valenciennes, du tribunal de commerce de Valenciennes, du tribunal administratif de Lille et de la cour administrative d'appel de Douai.

## Population et société

### Démographie

#### Évolution démographique
L'évolution du nombre d'habitants est connue à travers les recensements de la population effectués dans la commune depuis 1800. Pour les communes de moins de 10 000 habitants, une enquête de recensement portant sur toute la population est réalisée tous les cinq ans, les populations de référence des années intermédiaires étant quant à elles estimées par interpolation ou extrapolation. Pour la commune, le premier recensement exhaustif entrant dans le cadre du nouveau dispositif a été réalisé en 2005.

En 2022, la commune comptait 658 habitants, en évolution de −0,3 % par rapport à 2016 (Nord : +0,51 %, France hors Mayotte : +2,11 %).
| 1800 | 1806 | 1821 | 1831 | 1836 | 1841 | 1846 | 1851 | 1856 |
| ---- | ---- | ---- | ---- | ---- | ---- | ---- | ---- | ---- |
| 113  | 140  | 182  | 194  | 196  | 195  | 221  | 260  | 253  |

| 1861 | 1866 | 1872 | 1876 | 1881 | 1886 | 1891 | 1896 | 1901 |
| ---- | ---- | ---- | ---- | ---- | ---- | ---- | ---- | ---- |
| 256  | 262  | 261  | 285  | 308  | 346  | 335  | 370  | 398  |

| 1906 | 1911 | 1921 | 1926 | 1931 | 1936 | 1946 | 1954 | 1962 |
| ---- | ---- | ---- | ---- | ---- | ---- | ---- | ---- | ---- |
| 411  | 405  | 376  | 420  | 434  | 500  | 476  | 525  | 526  |

| 1968 | 1975 | 1982 | 1990 | 1999 | 2005 | 2006 | 2010 | 2015 |
| ---- | ---- | ---- | ---- | ---- | ---- | ---- | ---- | ---- |
| 521  | 571  | 527  | 503  | 588  | 691  | 701  | 659  | 673  |

| 2020 | 2022 | - | - | - | - | - | - | - |
| ---- | ---- | - | - | - | - | - | - | - |
| 660  | 658  | - | - | - | - | - | - | - |

#### Pyramide des âges
La population de la commune est relativement jeune.
En 2018, le taux de personnes d'un âge inférieur à 30 ans s'élève à 39,2 %, soit en dessous de la moyenne départementale (39,5 %). À l'inverse, le taux de personnes d'âge supérieur à 60 ans est de 19,4 % la même année, alors qu'il est de 22,5 % au niveau départemental.
En 2018, la commune comptait 318 hommes pour 332 femmes, soit un taux de 51,08 % de femmes, légèrement inférieur au taux départemental (51,77 %).
Les pyramides des âges de la commune et du département s'établissent comme suit.
| Hommes | Classe d’âge | Femmes |
| ------ | ------------ | ------ |
| 0,0    | 90 ou +      | 0,3    |
| 4,3    | 75-89 ans    | 7,4    |
| 13,3   | 60-74 ans    | 13,4   |
| 25,1   | 45-59 ans    | 26,4   |
| 18,0   | 30-44 ans    | 13,4   |
| 22,9   | 15-29 ans    | 21,4   |
| 16,4   | 0-14 ans     | 17,8   |

| Hommes | Classe d’âge | Femmes |
| ------ | ------------ | ------ |
| 0,5    | 90 ou +      | 1,4    |
| 5,3    | 75-89 ans    | 8,1    |
| 14,8   | 60-74 ans    | 16,2   |
| 19,1   | 45-59 ans    | 18,4   |
| 19,5   | 30-44 ans    | 18,7   |
| 20,7   | 15-29 ans    | 19,1   |
| 20,2   | 0-14 ans     | 18     |

## Lieux et monuments
- L'église de Rouvignies

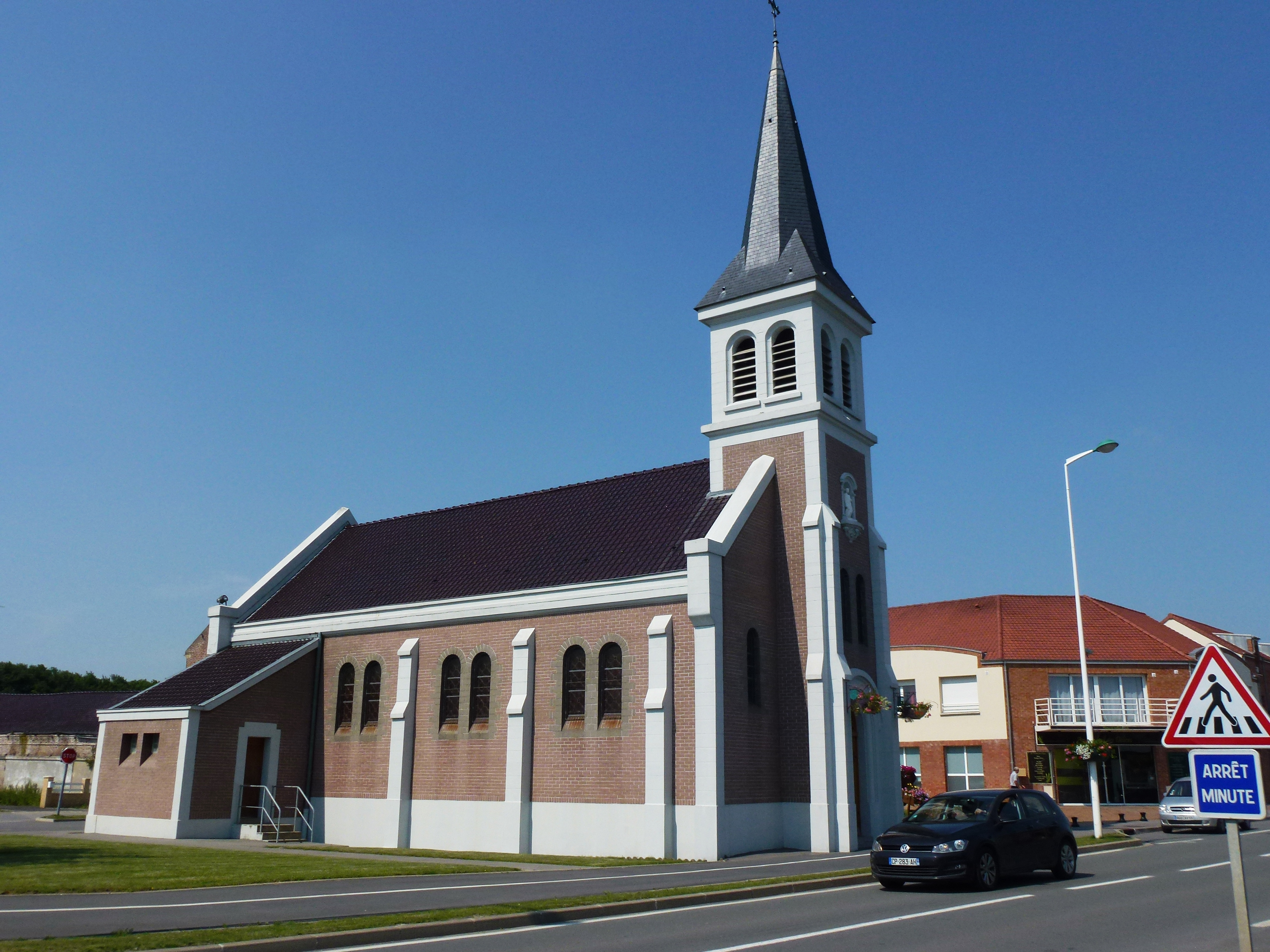
L'église

## Pour approfondir